# Сабитоглу, Эмин
Эмин Сабитоглу (азерб. Emin Sabitoğlu, при рождении Эмин Сабит оглы Махмудов, азерб. Emin Sabit oğlu Mahmudov; 2 ноября 1937, Баку — 18 ноября 2000, Баку) — советский и азербайджанский композитор, автор многих известных азербайджанских песен и музыки к фильмам. Народный артист Азербайджана (2000).

## Биография
Эмин Сабитоглу родился 2 ноября 1937 года в семье азербайджанского писателя Сабита Рахмана. После окончания музыкальной школы в Баку в 1954 году поступил в Бакинскую консерваторию в класс Кара Караева. Спустя два года он был переведён в Московскую Государственную Консерваторию имени Чайковского (класс Юрия Шапорина). В 1961 году он приступил к работе музыкального редактора на киностудии «Азербайджанфильм» В последующие годы он занимал должность художественного руководителя в Государственной Филармонии, а также преподавал в Государственной Консерватории имени Узеира Гаджибекова.
Жена — певица Хадиджа Аббасова. Позже переехал в Стамбул, где и скончался.

## Творчество

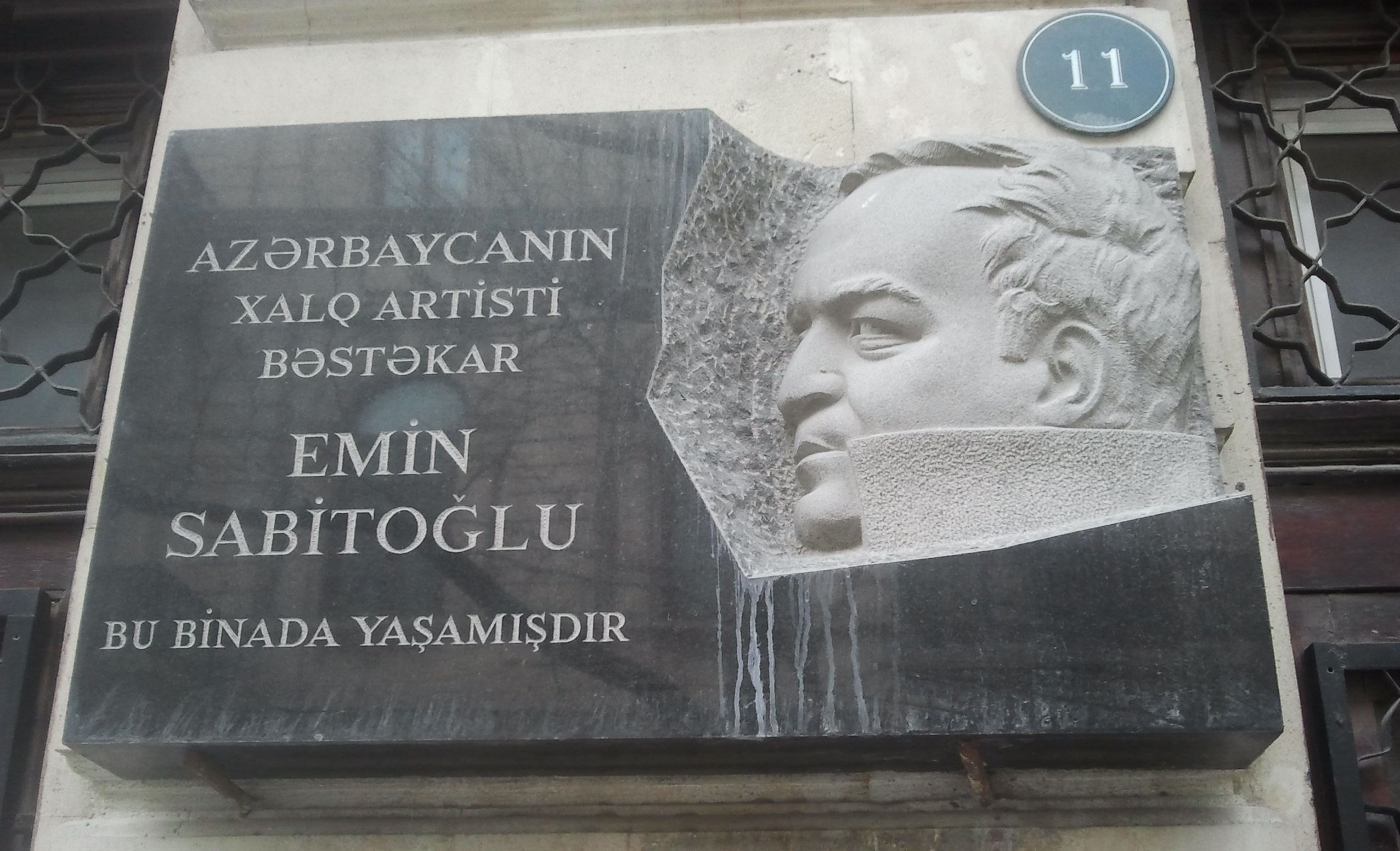
Мемориальная доска на стене дома в Баку, в котором жил Эмин Сабитоглу

Эмин Сабитоглу является автором многих произведений в разных музыкальных жанрах. В частности, он автор одной симфонии, трёх симфонических поэм, трёх кантат, струнного квартета и поэм для скрипки и фортепьяно.
Основу его творчества составляют несколько музыкальных жанров. Он автор более 600 песен, девяти музыкальных комедий, автор музыки ко многим фильмам. Кроме этого, Эмин Сабитоглу создал большое количество музыкальных произведений для театральных постановок.

### Музыка
- Bu gecə - В эту ночь
- Из фильма "Gün Keçdi" - "День прошёл"